# Vida consagrada

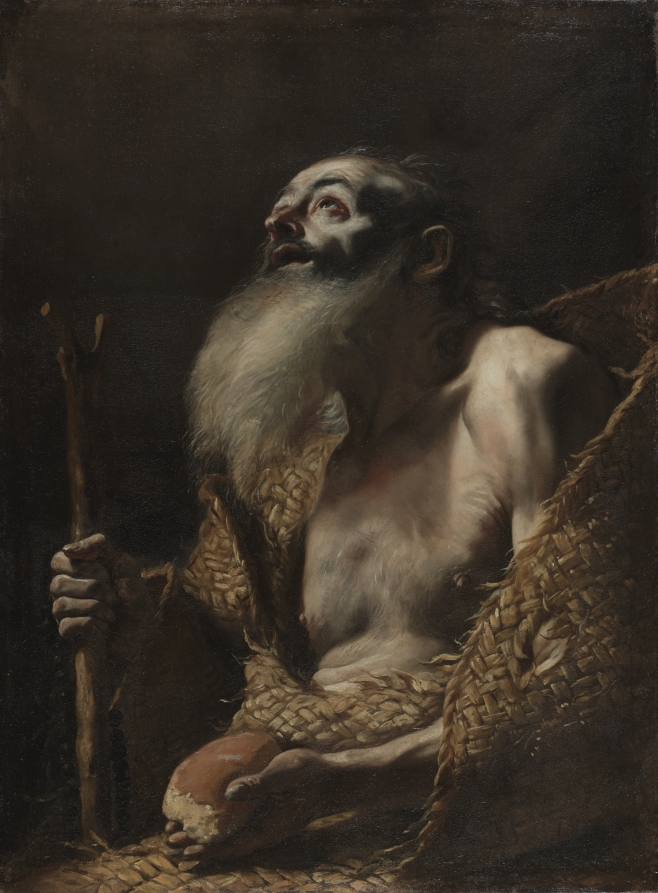
Representación de Pablo de Tebas, conocido como Pablo el ermitaño o Pablo el egipcio, venerado por la Iglesia católica y la Iglesia copta como el primer santo en llevar una vida eremítica.

Se denomina vida consagrada en la Iglesia católica a los fieles de la misma que se proponen seguir más de cerca a Cristo, se dedican totalmente a Dios como a su amor más supremo y procuran conseguir la perfección de la caridad a través del servicio del Reino de Dios, mediante la profesión de los consejos evangélicos, sea por votos (simples o solemnes) o por promesas, pudiendo quedar consagradas o bien por la misma profesión de votos ante un superior o bien por la solemne oración consecratoria pronunciada por un Obispo.
Pertenecen a la vida consagrada de la Iglesia católica los Institutos de vida consagrada (religiosos o seculares), las Sociedades de vida apostólica, el orden de las vírgenes, la vida eremítica y otras formas de vida consagrada que el derecho se limita a llamar "nuevas".

## Definición canónica

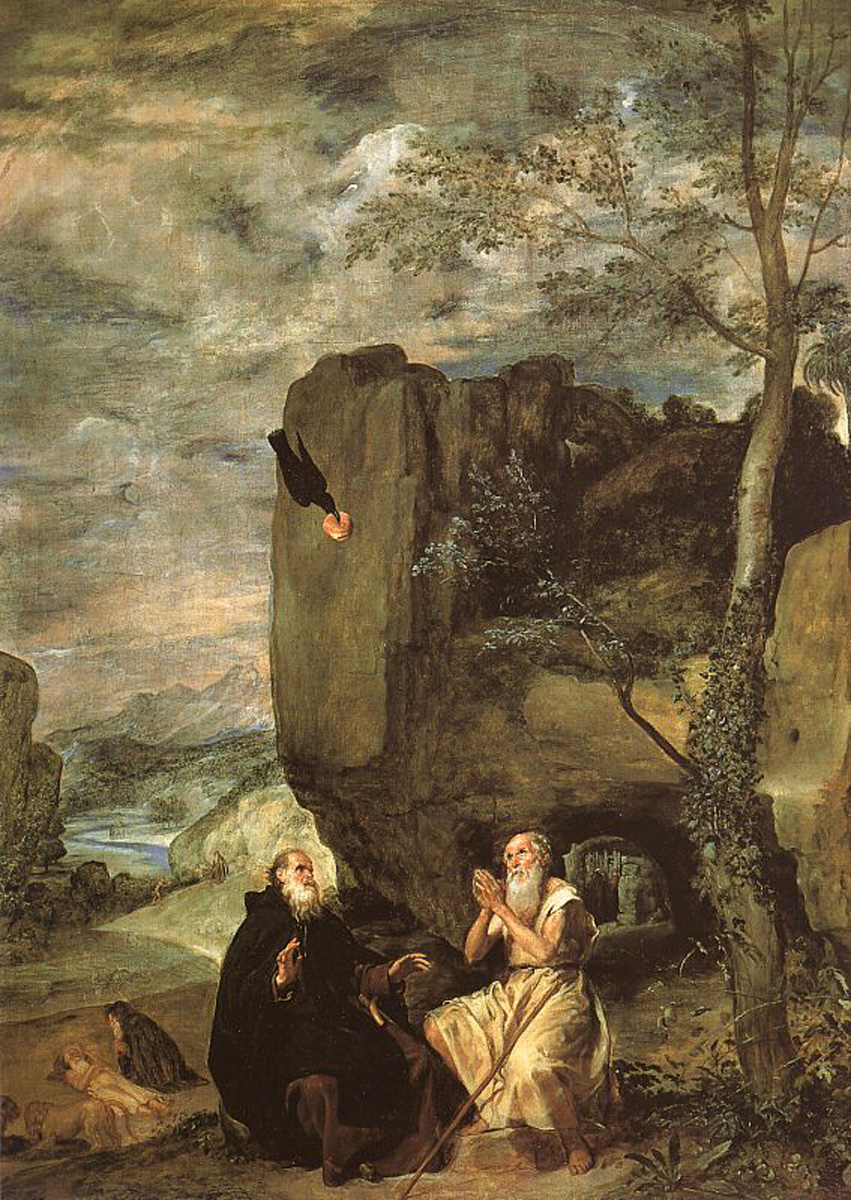
En la tradición cristiana, los padres del desierto, adquirieron gran importancia a finales del e inicios del. Pintura San Antonio Abad visita a san Pablo el ermitaño de Diego Velázquez

Según el Código de Derecho Canónico (C.I.C.) la vida consagrada es una forma estable de vivir de algunos fieles de la Iglesia católica, que quieren seguir más de cerca a Cristo bajo la acción del Espíritu Santo, profesando los consejos evangélicos de castidad, pobreza y obediencia; de esa manera, se dedican totalmente a Dios como a su amor supremo, desde lo particular de un determinado carisma que sirva para la edificación de la Iglesia y a la salvación del mundo. Los fieles católicos que consagran su vida pretenden conseguir la perfección de la caridad en el servicio del Reino de Dios, preanunciando el modo de vida celestial.

## Organización
Las personas que en la Iglesia católica se consagran a Dios, pueden vivir su consagración de muy diversas formas. Por ello, a través del tiempo, desde las primeras comunidades cristianas hasta hoy, la vida consagrada ha adquirido diversidad de facetas, desde quienes se dedican a la oración en un lugar apartado del mundo, hasta quienes viviendo en el mundo se consagran desde sus actividades seculares.
Teniendo en cuenta lo anterior, la vida consagrada está formada por los Institutos de vida consagrada (Institutos religiosos e Institutos seculares) y las Sociedades de Vida Apostólica. A ellos se les suman otras formas de vida consagrada como el Orden de las vírgenes, la vida eremítica y las nuevas formas de vida consagrada. Aunque sin votos religiosos dentro de la gran lista de fieles que buscan la perfección al interno de una sociedad por el cumplimiento de sus constituciones se encuentran las sociedades de vida apostólica.
Los Institutos de vida consagrada son sociedades eclesiásticas erigidas, aprobadas y competentemente organizadas por la Iglesia a través de una adecuada legislación general y particular (573-746 del Código de Derecho Canónico de 1983); también en esos cánones del Código de Derecho Canónico se legisla sobre el Orden de las vírgenes (canon 604), las  Sociedades de vida apostólica, la vida eremítica y las nuevas formas de vida consagrada. Todas estas realidades eclesiales de vida consagrada son supervisadas por la Congregación para los Institutos de Vida Consagrada y las Sociedades de Vida Apostólica.
Pertenecen a la vida consagrada hombres y mujeres que añaden a los preceptos comunes para todos los fieles, los tres consejos evangélicos de castidad, pobreza y obediencia, por medio de los votos o promesas perpetuas o temporales.

### Institutos de Vida Consagrada

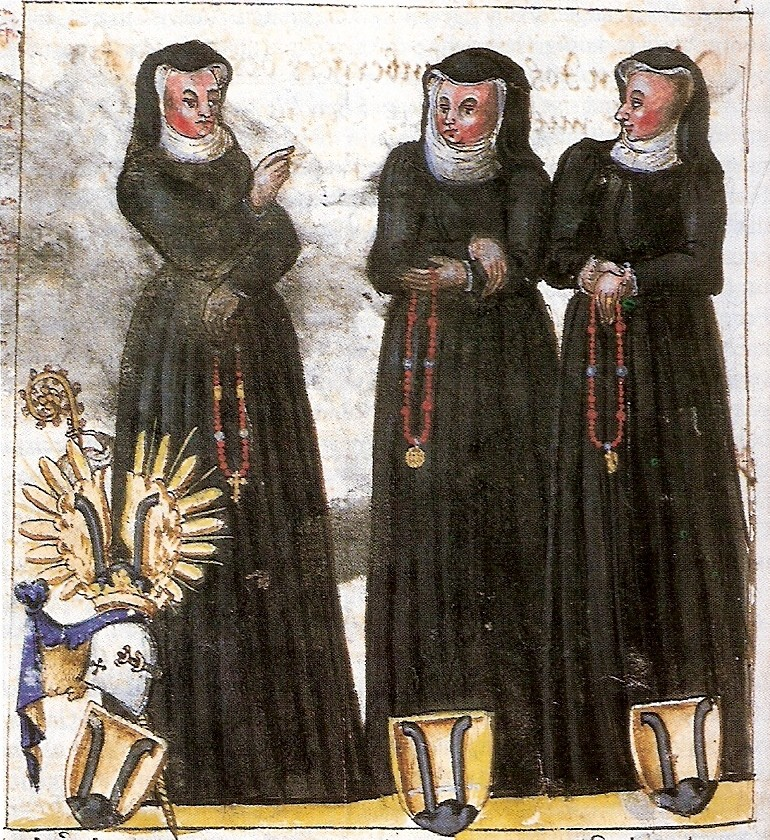
Monjas del monasterio cisterciense de Himmental en Baviera (Pintura del). Las monjas forman parte de los Institutos de vida consagrada, específicamente de los Institutos religiosos.

Los Institutos de Vida consagrada pueden ser dos tipos: Institutos religiosos o Institutos seculares.

#### Institutos religiosos
Los Institutos religiosos pueden ser de dos tipos:
- Orden religiosa, cuando algunos o todos sus miembros emiten votos solemnes. Estas a su vez se subdivididen en Canónigos regulares, órdenes monásticas, órdenes mendicantes y clérigos regulares.[3]
- Congregación religiosa, cuando sus miembros emiten votos simples. Estas pueden ser de dos tipos, clericales o laicales.[3]

Las Órdenes preceden históricamente a las Congregaciones.

#### Institutos seculares

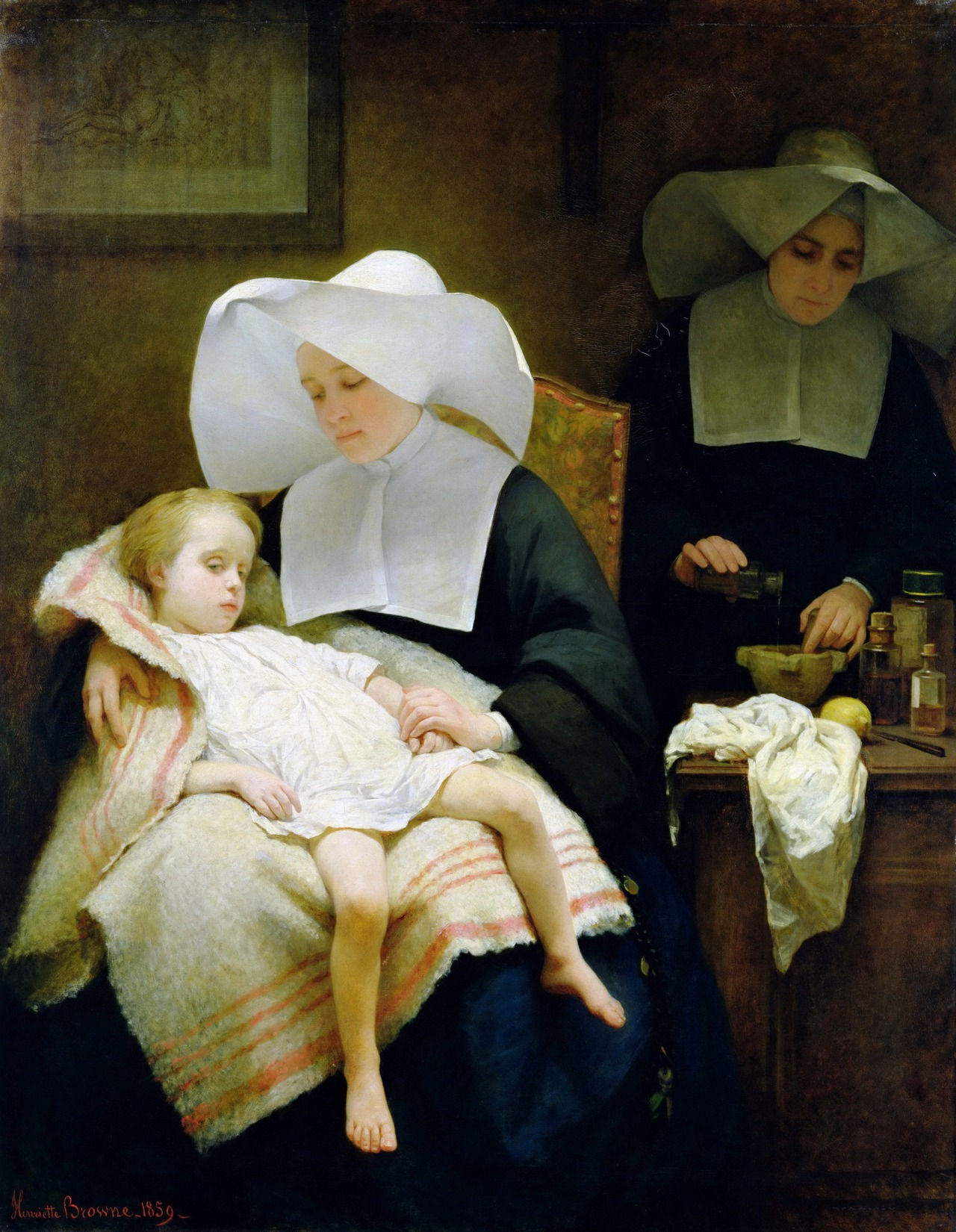
Las Hermanas de la caridad son una Sociedad de Vida Apostólica fundadas por el sacerdote francés san Vicente de Paúl. Imagen: Las hermanas de la Misericordia de Henriette Browne de 1859

Los Institutos Seculares son asociaciones aprobadas por la Jerarquía de la Iglesia conformados por fieles laicos (hombres o mujeres) llamados por el Espíritu Santo a seguir a Cristo. Expresan su consagración secular viviendo según las normas de la Iglesia y sus respectivas Constituciones. Asumen la profesión de los Consejos Evangélicos de castidad, pobreza y obediencia para tender a la perfección de la caridad, convirtiéndose en puente entre las exigencias de la vida cotidiana y las de la Historia de la Salvación. Aunque la autoridad máxima es el Papa, su gobierno está en manos de un seglar apoyado por un consejo y asistidos (asesorados) por un sacerdote. Se diferencian de los institutos religiosos en que están formados solo por seglares. Pueden ser clericales o laicales, masculinos o femeninos.

### Sociedades de vida apostólica
Siguiendo el CIC, el Catecismo de la Iglesia católica dice que las sociedades de vida apostólica se asimilan a las diversas formas de vida consagrada, aunque sus miembros no emiten los votos religiosos, buscan la perfección de la caridad por medio de la observancia de sus constituciones.

### Vida eremítica
La vida eremítica es una realidad compartida con otras confesiones religiosas y denominaciones cristiana. A quienes se dedican a este estilo de vida se les llama eremitas o anacoretas. En la Iglesia católica dichos eremitas son personas que se consagran a Dios mediante los votos de pobreza, castidad y obediencia, y si lo hacen delante de un obispo, se constituyen en vida consagrada. El ermitaño vive apartado completamente del mundo (en soledad), dedica su vida a la oración asidua y a la penitencia de forma que busca ser una constante alabanza a Dios y una intercesión por la salvación del mundo.

### Vírgenes consagradas

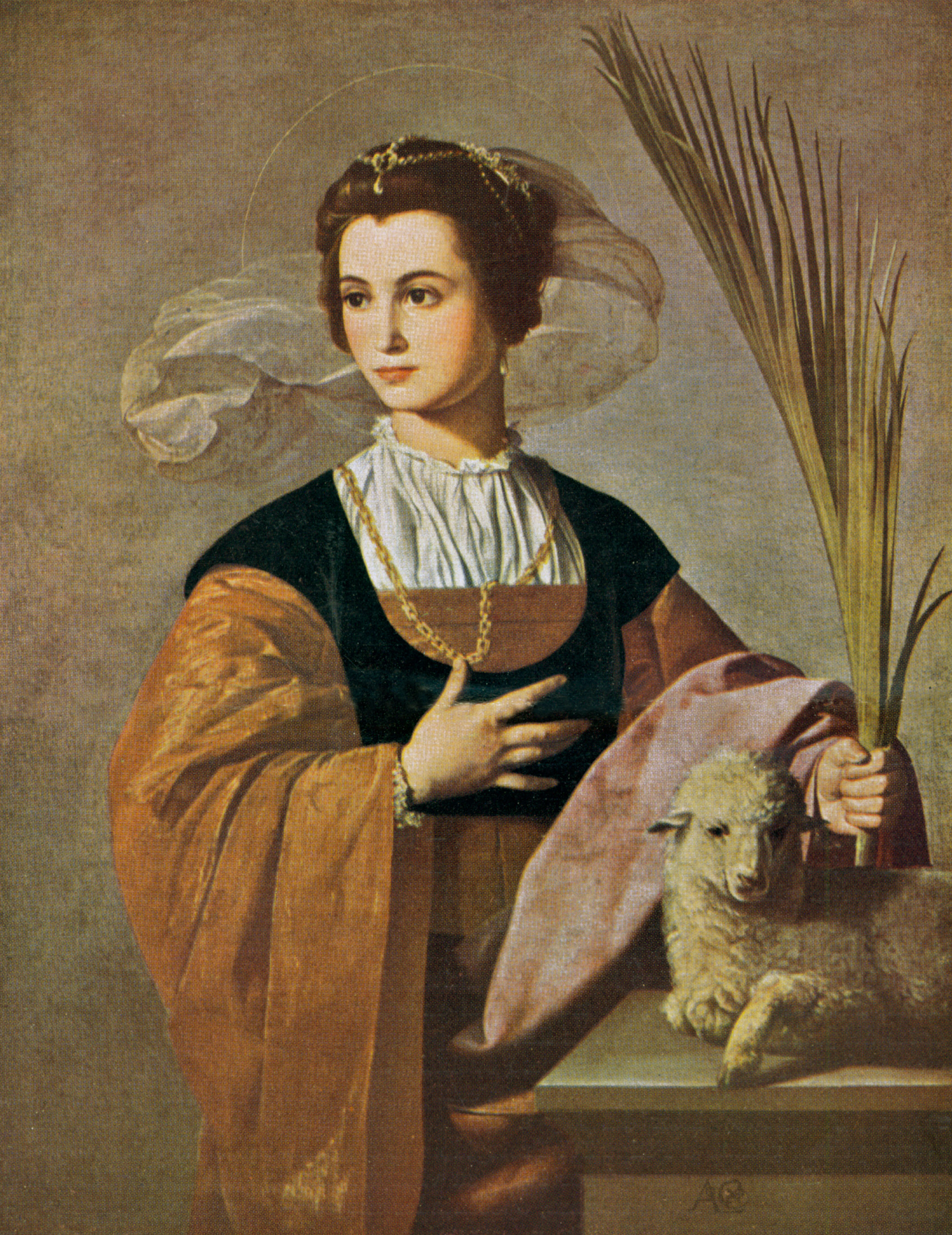
Retrato de Santa Inés, virgen y mártir de Alonso Cano. Inés fue asesinada por proteger su virginidad. En los primeros siglos del cristianismo existían mujeres que desde su ámbito familiar optaban por consagrar su virginidad a Jesucristo. Luego del Vaticano II se recuperó esta forma de vida consagrada en la Iglesia católica.

Esta es una de las formas de vida consagrada más antigua dentro de la Iglesia católica, en el derecho canónico se les llama orden de las vírgenes. La virgen consagrada, formulando el propósito de seguir más de cerca de Cristo, se consagra a Dios por el Obispo diocesano según el rito litúrgico aprobado y se entregan al servicio de la Iglesia. A su consagración se le llama también "desposorios místicos con Jesucristo".

### Nuevas formas de vida consagrada
La exhortación apostólica Vita Consecrata (VC), de Juan Pablo II, señala que en la Iglesia católica continúa manifestándose también hoy, después del Concilio Vaticano II, nuevas o renovadas formas de vida consagrada. Muchas veces parecidas a las ya existentes, pero nacidas de nuevos impulsos espirituales y apostólicos. Compete solo a la autoridad de la Iglesia aprobar dichas formas, mediante un buen estudio sobre su originalidad y competencia. En otros casos, según la misma exhortación, se trata de experiencias originales, que buscan una identidad propia en la Iglesia y esperan ser reconocidas oficialmente por la Santa Sede.

## Historia
Según el Código de Derecho Canónico, el ideal de la vida consagrada hunde sus raíces en el Evangelio, el seguimiento de Cristo virgen, pobre y obediente. Los orígenes de esta, en el cristianismo, se pueden colocar ya en los primeros siglos del mismo, especialmente por la presencia de vírgenes consagradas y un tipo de orden de viudas y los eremitas, pero no estaban institucionalizados tal y como se conocen hoy. Las primeras organizaciones independientes fueron los diversos estilos de monacatos y padres del desierto. El fenómeno monástico aparece a mediados del siglo III en diferentes áreas de la cristiandad, Egipto, Siria, y Palestina. En el siglo IV aparecerán en Oriente los basilianos y en Occidente los benedictinos, que sin agotar el fenómeno monástico de la cristiandad se convertirán en los máximos representantes de una y otra parte de la Iglesia. En el mismo siglo aparecen en el norte de África, con San Agustín, los canónigos regulares.
En el siglo V al VII se desarrolla el monaquismo irlandés, sin embargo, a partir del siglo VI la gran mayoría de los monasterios fueron aglomerados bajo la regla de San Benito en Occidente. En el siglo XI nacen las órdenes de caballería con el fin de proteger a los peregrinos cristianos que viajaban a Tierra Santa, de los musulmanes. Los caballeros eran monjes y soldados a la vez.

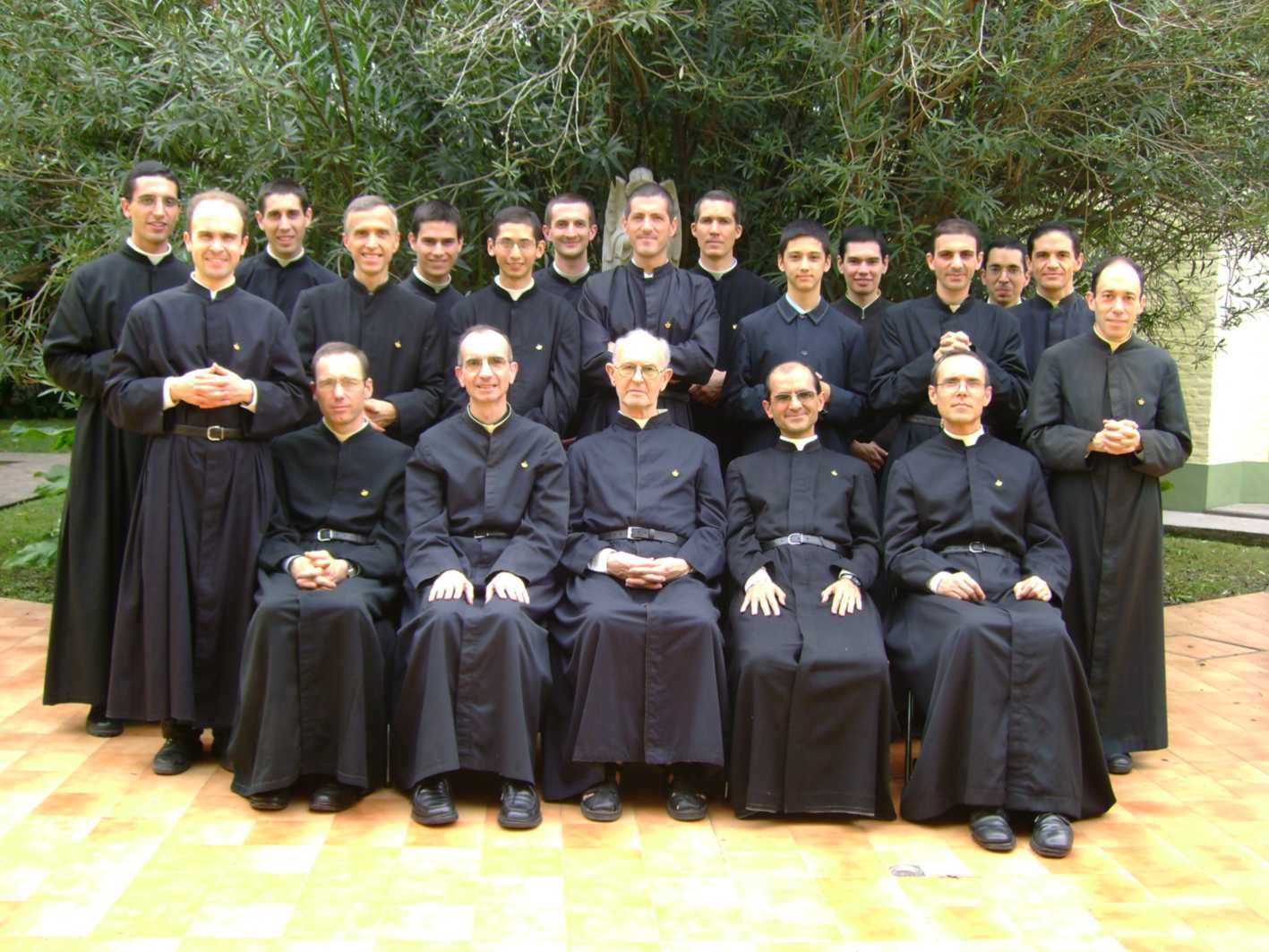
Miembros del Instituto de Cristo Rey, fundado por José Luis Torres Pardo en 1979, en Argentina. Ejemplo de una nueva forma de vida consagrada, de derecho diocesano, aprobada como Asociación pública eclesiástica, mientras se espera la respuesta de la Santa Sede.

En el siglo XII nacen las órdenes redentoras de cautivos, cuyo objetivo era liberar a los cristianos que habían sido esclavizados por causa de su fe, a diferencia de los monjes caballeros estos no portaban armas, sino solo cartas de recomendación del papa o los de los reyes, y dinero para pagar el rescate.
Las Órdenes mendicantes se unieron a los monjes, a partir del siglo XIII, para desarrollar un modelo de vida consagrada en el que destacaba el carácter de pobreza, tanto individual como colectivo de la Orden. Aportaron la organización de los institutos por provincias, y su organización bajo un Superior con plenos poderes. Su modelo fue seguido por el resto de Órdenes, aunque con menos severidad en el concepto de pobreza.
Ya en el siglo XVI, aparecen las Congregaciones religiosas clericales, asociaciones de clérigos y laicos que viven en comunidad y, sin querer llegar a ser verdaderas Órdenes religiosas, se dedican a la propia perfección, al apostolado o a obras de caridad. Siguiendo el modelo de estas pero sin pretenden el Orden sagrado, nacen las Congregaciones religiosas laicales. durante el mismo período surgen las primeras Sociedades de Vida apostólica y los primeros intentos de Institutos seculares.
La vida consagrada en general, sufrirá un grande revés entre los siglos XVIII y XIX, con las supresiones en los diversos Estados europeos. A pesar de ello nacerán numerosas congregaciones o Institutos dedicados a la enseñanza o a la enfermería. A finales del siglo XIX surgen los primeros Institutos seculares, aunque si la aprobación pontificia de estos no se dio sino hasta mediados del siglo XX.
Con las reformas del Concilio Vaticano II se recuperan antiguas formas de vida consagrada como el orden de las vírgenes, el reconocimiento de los ermitaños y el antiguo orden de las viudas.
En diferentes países del mundo, los miembros de la vida consagrada, tanto si son de clausura u otro estilo de vida, estudian y se forman para adquirir conocimientos que les ayuden en su vida personal y religiosa. En España existe la Cátedra de Vida Consagrada erigida por la Facultad de Teología de la Universidad San Dámaso y cuyo propósito es impulsar la formación de los miembros de los institutos de vida consagrada y el estudio de las diversas cuestiones que afectan a la vida consagrada.